# Verachthonius diversus
Verachthonius diversus är en kvalsterart som beskrevs av Johann Wilhelm Karl Moritz 1976. Verachthonius diversus ingår i släktet Verachthonius och familjen Brachychthoniidae. Inga underarter finns listade i Catalogue of Life.